# We Are the Void
We Are the Void — дев'ятий повноформатний альбом шведської групи Dark Tranquillity, виданий у 2010 році лейблом Century Media. Цей альбом став першим, записаним з новим басистом групи, яким став Даніель Антонссон.
Матеріал релізу був написаний за рік до запису альбому, тож неофіційно вважається продовженням попереднього творіння колективу, яке побачило світ під назвою «Fiction». Ці роботи мали багато спільного, зокрема гітарний стрій Drop B, що був широко представлений на обох платівках, та чистий вокал Мікаеля Станне.
10 лютого 2010 року було випущено кліп на пісню «Shadow in Our Blood». А 19 лютого того ж року весь альбом став доступним для вільного онлайн прослуховування на Myspace-сторінці групи. 22 лютого 2012 року відбулася презентація відеокліпу на пісню «In My Absence».

## Список пісень
| #   | Назва                      | Автор слів    | Автор музики                       | Тривалість |
| --- | -------------------------- | ------------- | ---------------------------------- | ---------- |
| 1.  | «Shadow in Our Blood»      | Станне        | Сундін                             | 3:46       |
| 2.  | «Dream Oblivion»           | Станне        | Антонссон/Генрікссон               | 3:50       |
| 3.  | «The Fatalist»             | Станне        | Генрікссон/Їварп                   | 4:33       |
| 4.  | «In My Absence»            | Станне        | Брендстрем/Генрікссон/Сундін       | 4:47       |
| 5.  | «The Grandest Accusation»  | Станне        | Сундін/Генрікссон/Брендстрем/Їварп | 4:55       |
| 6.  | «At the Point of Ignition» | Станне        | Сундін/Генрікссон                  | 3:53       |
| 7.  | «Her Silent Language»      | Станне        | Сундін/Їварп/Генрікссон            | 3:33       |
| 8.  | «Arkhangelsk»              | Сундін/Станне | Сундін                             | 3:56       |
| 9.  | «I Am the Void»            | Станне        | Сундін/Генрікссон/Їварп            | 3:59       |
| 10. | «Surface the Infinite»     | Станне        | Генрікссон/Їварп/Брендстрем        | 3:50       |
| 11. | «Iridium»                  | Сундін/Станне | Сундін/Брендстрем                  | 6:43       |

| Додаткові треки обмеженого видання | Додаткові треки обмеженого видання | Додаткові треки обмеженого видання | Додаткові треки обмеженого видання | Додаткові треки обмеженого видання |
| #                                  | Назва                              | Автор слів                         | Автор музики                       | Тривалість                         |
| ---------------------------------- | ---------------------------------- | ---------------------------------- | ---------------------------------- | ---------------------------------- |
| 12.                                | «Star of Nothingness»              | Інструментал                       | Сундін                             | 2:12                               |
| 13.                                | «To Where Fires Cannot Feed»       | Станне                             | Сундін                             | 3:52                               |

| Додаткові треки видання для Японії | Додаткові треки видання для Японії | Додаткові треки видання для Японії | Додаткові треки видання для Японії | Додаткові треки видання для Японії |
| #                                  | Назва                              | Автор слів                         | Автор музики                       | Тривалість                         |
| ---------------------------------- | ---------------------------------- | ---------------------------------- | ---------------------------------- | ---------------------------------- |
| 12.                                | «Star of Nothingness»              | Інструментал                       | Сундін                             | 2:12                               |
| 13.                                | «Out of Gravity»                   |                                    |                                    | 4:40                               |

| Додатковий трек видання для iTunes | Додатковий трек видання для iTunes | Додатковий трек видання для iTunes |
| #                                  | Назва                              | Тривалість                         |
| ---------------------------------- | ---------------------------------- | ---------------------------------- |
| 12.                                | «The Bow and the Arrow»            | 3:55                               |

| Додаткові треки турового видання | Додаткові треки турового видання | Додаткові треки турового видання | Додаткові треки турового видання | Додаткові треки турового видання |
| #                                | Назва                            | Автор слів                       | Автор музики                     | Тривалість                       |
| -------------------------------- | -------------------------------- | -------------------------------- | -------------------------------- | -------------------------------- |
| 12.                              | «Zero Distance»                  |                                  |                                  | 4:02                             |
| 13.                              | «Out of Gravity»                 |                                  |                                  | 4:40                             |
| 14.                              | «Star of Nothingness»            | Інструментал                     | Сундін                           | 2:12                             |
| 15.                              | «To Where Fires Cannot Feed»     | Станне                           | Сундін                           | 3:52                             |
| 16.                              | «The Bow and the Arrow»          |                                  |                                  | 3:55                             |

| DVD матеріали турового видання | DVD матеріали турового видання                           | DVD матеріали турового видання |
| #                              | Назва                                                    | Тривалість                     |
| ------------------------------ | -------------------------------------------------------- | ------------------------------ |
| 1.                             | «Shadow in Our Blood» (Відеокліп)                        |                                |
| 2.                             | «Dream Oblivion» (Живий виступ на With Full Force, 2010) |                                |
| 3.                             | «The Fatalist» (Живий виступ у Лондоні, 2010)            |                                |
| 4.                             | «The Grandest Accusation» (Відеокліп)                    |                                |
| 5.                             | «Iridium» (Живий виступ на Summer Breeze Open Air, 2010) |                                |
| 6.                             | «Iridium» (Відеокліп)                                    |                                |
| 7.                             | «Zero Distance» (Відеокліп)                              |                                |

## Список учасників
- Мікаель Станне — вокал
- Мартін Генрікссон — гітара
- Ніклас Сундін — гітара
- Даніель Антонссон — бас-гітара, гітара[7]
- Андерс Їварп — ударні
- Мартін Брендстрем — клавішні

## Історія видань
- Швеція: 24 лютого 2010
- Німеччина, Австрія, Швейцарія, Бенілюкс, Італія та Австралія: 26 лютого 2010
- Велика Британія, Франція, Греція, Данія та Норвегія: 1 березня 2010
- Іспанія та Португалія: 2 березня 2010
- Фінляндія та Угорщина: 3 березня 2010
- Північна Америка: 9 березня 2010